# Carlos Lynes
Carlos Lynes (* 20. Februar 1910 in Atlanta; † 6. April 2007 in Paris) war ein US-amerikanischer Romanist.

## Leben und Werk
Lynes studierte an der Emory University in Atlanta. 1934 legte er die Masterprüfung ab  mit der Arbeit Flaubert the poet. 1939 wurde er an der Princeton University promoviert mit der Arbeit Chateaubriand as a historian and critic of French literature (erschienen u. d. T. Chateaubriand as a critic of French literature, Baltimore/London 1946, New York 1973). Von 1945 bis 1975 lehrte er an der University of Pennsylvania in Philadelphia, ab 1947 als Associate Professor, ab 1953 als Full Professor für Romanische Philologie. Den Ruhestand verbrachte er zuerst in Nizza, ab 1979 in Paris.

## Weitere Werke
- (Hrsg. mit Germaine Brée) Marcel Proust, Combray, New York 1952, London 1971
- (Hrsg. mit Germaine Brée) Albert Camus, L’Etranger, Englewood Cliffs 1955